# Live (album tria Marcina Wasilewskiego)
Live – pierwszy album koncertowy grupy Marcin Wasilewski Trio wydany 14 września 2018 przez ECM (nr kat. ECM 2592). Album zdobył Fryderyka 2019.

## Lista utworów
Opracowano na podstawie materiału źródłowego.
| 1. | "Spark of Life / Sudovian Dance" | 12:29   |
|    |                                  |         |
| 2. | "Message in a Bottle"            | 10:43   |
|    |                                  |         |
| 3. | "Three Reflections"              | 9:13    |
|    |                                  |         |
| 4. | "Night Train to You"             | 13:32   |
|    |                                  |         |
| 5. | "Austin"                         | 7:42    |
|    |                                  |         |
| 6. | "Actual Proof"                   | 10:40   |
|    |                                  |         |
|    |                                  | 1:04:19 |
|    |                                  |         |

## Wykonawcy
- Marcin Wasilewski – fortepian
- Sławomir Kurkiewicz – kontrabas
- Michał Miśkiewicz – perkusja